# キャンディ・スペリング

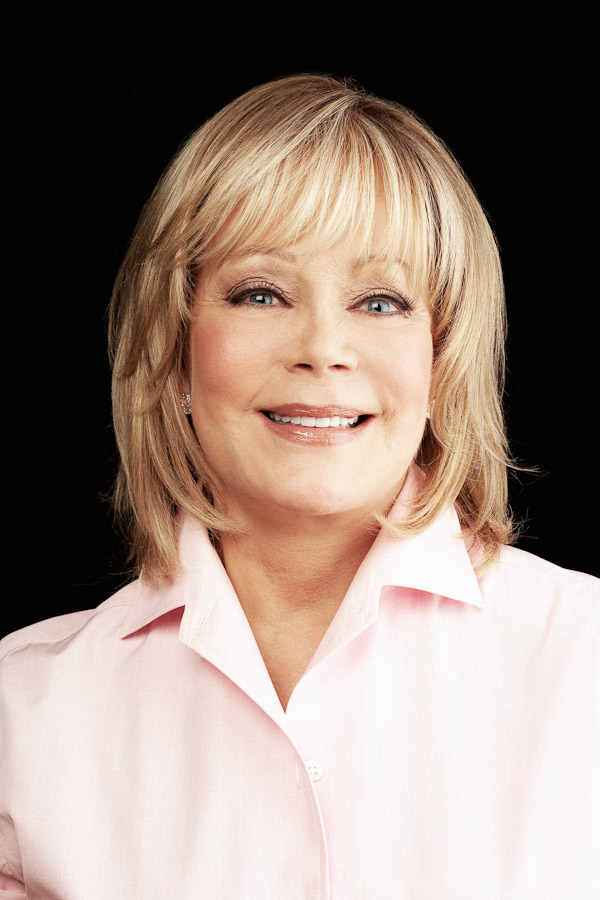
2009年キャンディ・スペリング

キャンディ・スペリング（Candy Spelling、1945年9月20日 - ）はアメリカ合衆国の放送作家。カリフォルニア州ビバリーヒルズ出身。

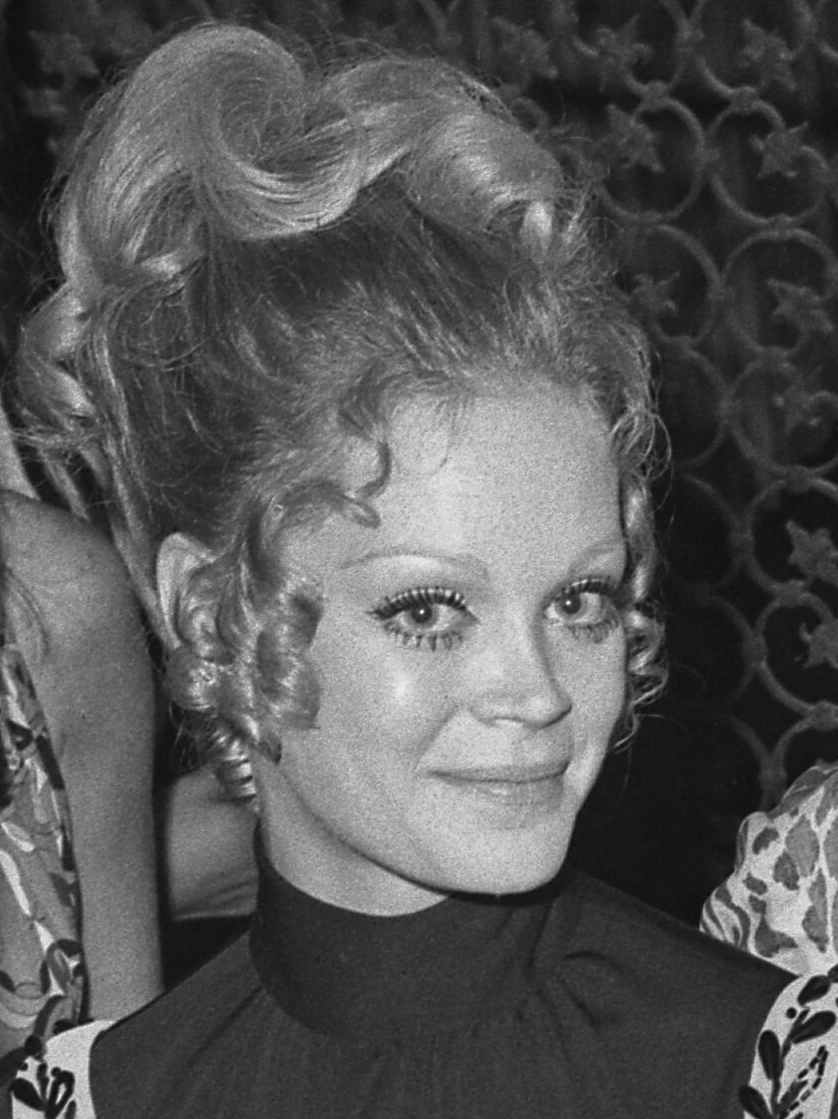
1970年

俳優のアーロン・スペリングと結婚していた。子供には女優のトリ・スペリングと俳優のランディ・スペリングがいる。